# سباق الزمن فردي

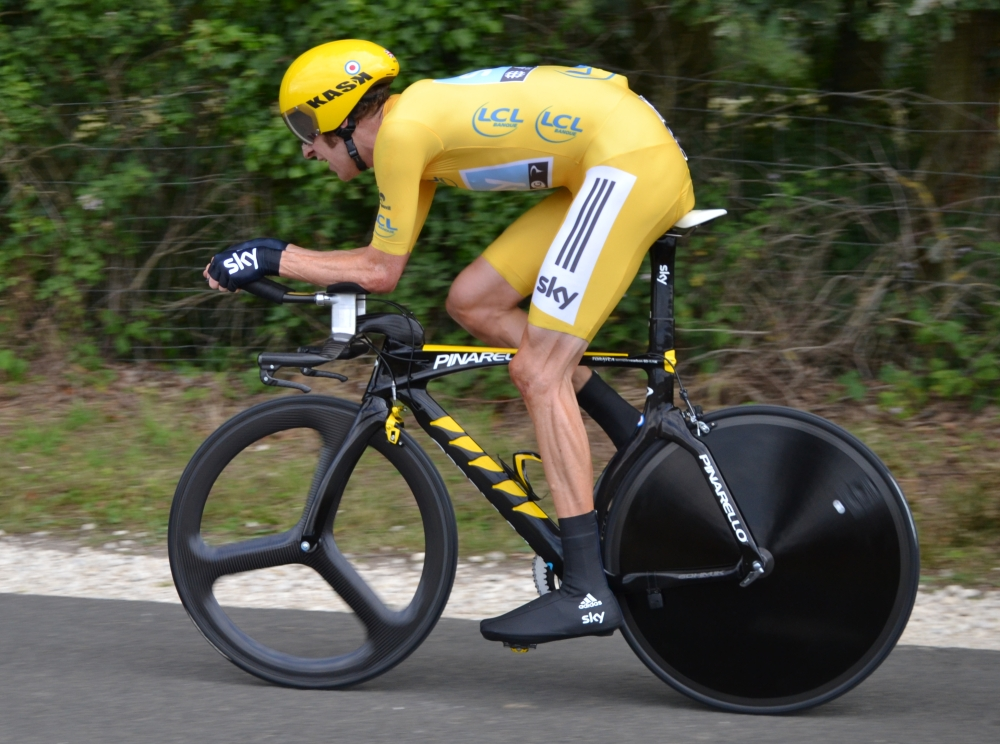
برادلي ويجينز في 2012 Tour de France ، يركب دراجة سباق الزمن ذات عجلات هوائية وقضبان هوائية

سباق الزمن الفردي أو سباق ضد الساعة (مختصر بالأنجليزية:ITT) هو فعالية من فعاليات سباق الدراجات على الطريق حيث يتسابق راكبو الدراجات بمفردهم ضد الساعة (بالفرنسية: contre la montre - حرفيًا «ضد الساعة»، باللغة الإيطالية: tappa a cronometro «مرحلة ساعة التوقيت»). هناك أيضًا سباق الزمن يقام على المضمار حيث يتنافس الدراجون في المضمار، وسباق الزمن فرق (TTT). يشار إلى ITTs أيضًا باسم «سباق الحقيقة»، حيث يعتمد الفوز فقط على قوة كل متسابق وقدرته على التحمل، وليس على المساعدة المقدمة من زملائه في الفريق والآخرين الذين يتقدمون إلى الأمام ويخلقون تيارًا. عادة ما يتم إجراء سباقات الزمن على أرض مستوية أو متعرجة، على الرغم من أنها في بعض الأحيان يتم اقامتها على طريق جبلي (بالإيطالية: cronoscalata «تسلق كرونو»). في بعض الأحيان تكون المرحلة الافتتاحية لسباق المرحلة عبارة عن سباق زمن فردي قصير جدًا يسمى مقدمة .
أوقات البدء تكون على فترات متساوية، عادة ما تكون متباعدة بدقيقة أو دقيقتين. يعتمد تسلسل البداية عادةً على أوقات الانتهاء في السباقات السابقة (أو المراحل السابقة في حالة السباق متعدد المراحل) مع بدء الدراج ذي التصنيف الأعلى في المرتبة الأخيرة. هذا الامر يمنح المتسابق الأعلى تصنيفا ميزة معرفة الوقت الذي يحتاجه للفوز (ويجعل الحدث أكثر تشويقًا للمتفرجين). لا يسمح للمنافسين ل بالتتابع وراء بعضهم البعض. أي مساعدة بين الدراجين ممنوع. يتم إعلان الفائز بأسرع وقت.

## المحترفين

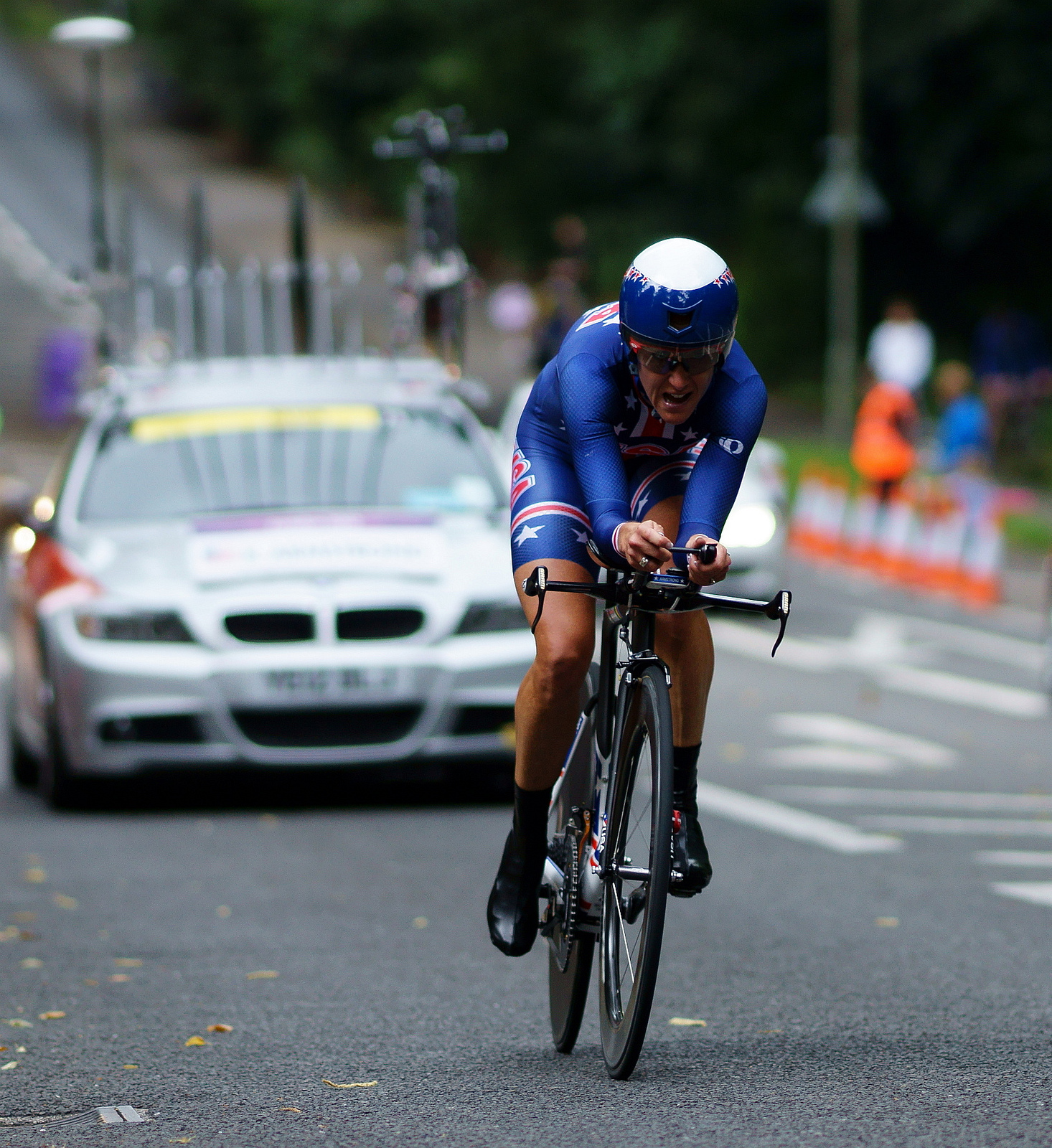
كريستين أرمسترونج تسابق للفوز بالميدالية الذهبية في سباق الزمن في دورة الألعاب الأولمبية الصيفية 2012

بنية الدراجات مقيد باللوائح التي تغطي الأبعاد والميزات الأخرى مثل الوزن. لوائح الاتحاد الدولي للدراجات على المستوى المهني، غالبًا ما تكون سباقات الزمن (TTs) مصحوبة بالدراجات النارية، حيث بعضها يحمل معدات فيديو أو مسؤولي السباق، وقد يتبع الدراجون سيارة فريق تحمل مدربين وقطع غيار، ولكن لا يُسمح لراكبي الدراجات بالسير خلف المركبات (تتابع). تملي لوائح السباق عادة مسافة دنيا خلف راكب الدراجة والتي يجب أن تحافظ عليها السيارة وفجوة دنيا يجب أن تكون موجودة بين راكبي دراجات قبل أن تدخل السيارة تلك الفجوة.
غالبًا ما تستخدم سباقات الزمن الفردية كمراحل في سباقات المرحلة مثل سباقات الطوافات الكبرى؛ تتنوع هذه السباقات من سباقات زمن تمهيدية قصيرة التي لا تزيد مسافتها عن ثمانية كيلومترات  (مصممة لإنشاء أسلوب سباق هجومي مبكرًا في السباق)  إلى أحداث المسافات الطويلة على الدورات المسطحة أو المتدحرجة، إلى الصعود الموقوت للطرق الجبلية (سباق الزمن الجبلي).  في نسخة 1989 من سباق فرنسا للدراجات، حقق الفائز النهائي جريج لوموند عجزًا قدره 50 ثانية عن الوصيف لوران فيجنون أكثر من 24.5 كلم خلال سباق الزمن فردي في المرحلة النهائية للفوز بالسباق بمقدار 8 ثوانٍ، وهو أقل فارق على الإطلاق.  غالبًا ما يتميز طواف إسبانيا بسباق زمن نهائي فردي في مدريد يتم فيه تحديد الفائز غالبًا، مما يوفر الكثير من الدراما والإثارة في نهاية سباق المرحلة.  في السنوات الأخيرة، شهد أوسكار سبييا ريبيرا وروبيرتو إيراس تقدمهما يتبخر في سباق الزمن في مدريد. 

ال Grand Prix des Nations كان حدثًا شبه كلاسيكي. أيضا قد يتنافس المحترفون في بطولة العالم لسباق الزمن السنوية. يعد سباق الزمن الفردي أيضًا حدثًا أولمبيًا يُسمح للمحترفين بالمشاركة فيه.

كان العديد من كبار المتسابقين في المراحل الكبرى أيضًا من أفضل المتسابقين في سباق الزمن الفردي، مثل لانس أرمسترونج، إيدي ميركس، ألفريدو بيندا، جاك أنتيل، برنارد هينولت، فاوستو كوبي، لوران فيجنون، جريج لوموند، ميغيل إندورين، يان أولريتش، إيفان باسو، ألبرتو كونتادور، كاديل إيفانز، فابيان كانسيلارا، برادلي ويجينز وكريس فروم. معظم اخر الفائزين بسباق فرنسا للدراجات كانوا محترفي سباق زمن؛ مع بعض الاستثناءات ماركو بانتاني وكارلوس ساستر وآندي شليك، الذين كانوا متخصصين في السباقات الجبلية.

## الأداء والتكتيكات
للقيام بعمل جيد في ITT ، يجب على راكبي الدراجات
- الحفاظ على بذل طاقة ثابت لفترات طويلة
- الحفاظ على معدل ضربات القلب منتظم لفترات طويلة
- لديهم تقنية دِواسَة سلسة ومنتظمة
- وضع انفسهم لتكون ديناميكية هوائية قدر المستطاع
- تأديب أنفسهم للعمل أسفل العتبة اللاهوائية حتى قرب نهاية السباق

غالبًا ما يتم انتقاد المبتدئين بسبب بذل جهد، مما يعني أنهم غالبًا ما يخرجون بشدة في البداية، ويعوضون عن طريق تقليل جهودهم في المنتصف، ثم يدركون قرب النهاية أنهم لم يبذلوا جهدًا كافيًا أثناء السباق. نتيجة لذلك، غالبًا ما تُعتبر سباق الزمن أصعب جزء من أي منافسة كبرى لراكبي الدراجات الشباب.

## معدات سباق الزمن

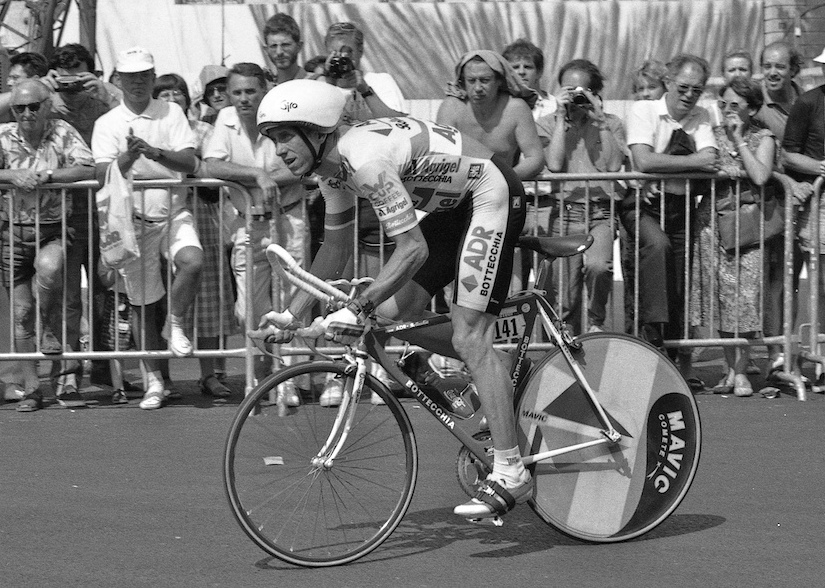
جريج ليموند يمسك مقود «بوق» منخفض المستوى، مع مقبض ثلاثي بين ذراعيه، في سباق فرنسا للدراجات عام 1989.

غالبًا ما تُستخدم دراجات سباق زمن خاصة بالإضافة إلى الملابس والخوذات والأيروبار (مقود خاص) وغيرها من المعدات في أحداث ITT. بشكل عام، تم تصميم المكونات لتكون مقاومة للفعل العكسي لقوة الهواء (ديناميكية هوائية) قدر الإمكان، حيث يذهب معظم جهد المتسابق إلى التغلب على السحب الديناميكي الهوائي. تُحدث وضعية جلوس المتسابق الفرق الأكبر، ويستخدم معظمهم وضع الثنية القياسية، باستخدام مقود (aerobars) للسماح للراكب بوضع أذرعهم في موازاة مع الريح والسماح لظهرهم بالجلوس منخفضًا ومسطحًا قدر الإمكان، مما يقلل من المنطقة الأمامية المقابلة للهواء ويحسن تدفق الهواء حول الجسم. غالبًا ما تحتوي دراجات TT على مقود أقل من دراجات سباقات الطرق العادية لتسهيل ذلك. أيضا، السرج وأحيانا يحرك إلى الأمام بالنسبة للمقود والأقواس السفلية للسماح للوركين بزاوية حركة أكثر طبيعية وتحسين الأداء (لالفعاليات التي يقرها UCI ، يجب أن يكون السرج على مسافة معينة وراء خط عمودي استخلاصها من خلال المركز من القوس السفلي).
حتى أواخر الثمانينيات من القرن الماضي، تم استخدام مقابض «بوق» منخفضة المستوى، ومقاود إسقاط عادية قبلها. ثم في أواخر الثمانينيات، طور الرياضيون ما يسمى بالقضبان الثلاثية التي سمحت بوضع ديناميكي هوائي أفضل بكثير. تم إحضارهم لأول مرة في سباق الزمن في سباق فرنسا للدراجات عام 1989 عندما تغلب جريج لوموند على عجز مدته 50 ثانية في تجربة اليوم الأخير للفوز بالجولة بفارق 8 ثوانٍ عن الفرنسي لوران فيجنون. كان فيجنون يستخدم المقاود التقليدية، أما لوموند أسلوب الترياتلون الجديد. لم يتغير المفهوم كثيرًا منذ ذلك الحين، حيث حاول الأسكتلندي غرايم أوبري فقط تحسين الفكرة. كان ثني ذراعيه تحت الجذع ثوريًا، حيث ساعده هو والآخرين على تحطيم الأرقام القياسية العالمية والفوز ببطولات العالم. حظره الاتحاد الدولي للدراجات في عام 1994، لكنه عاد بوضعية «سوبرمان»، وهو تطور للوضع الثلاثي التقليدي، ولكن مع شد الذراعين بالكامل في المقدمة. تم حظر هذا أيضًا، وهناك الآن قواعد صارمة تحكم أبعاد المقاود، والتي يمكن أن تجعل الحياة صعبة على الدراجين الأطول الذين يقعون خارج المعايير المحددة ويجب عليهم تكييف أوضاعهم لتناسب القواعد.

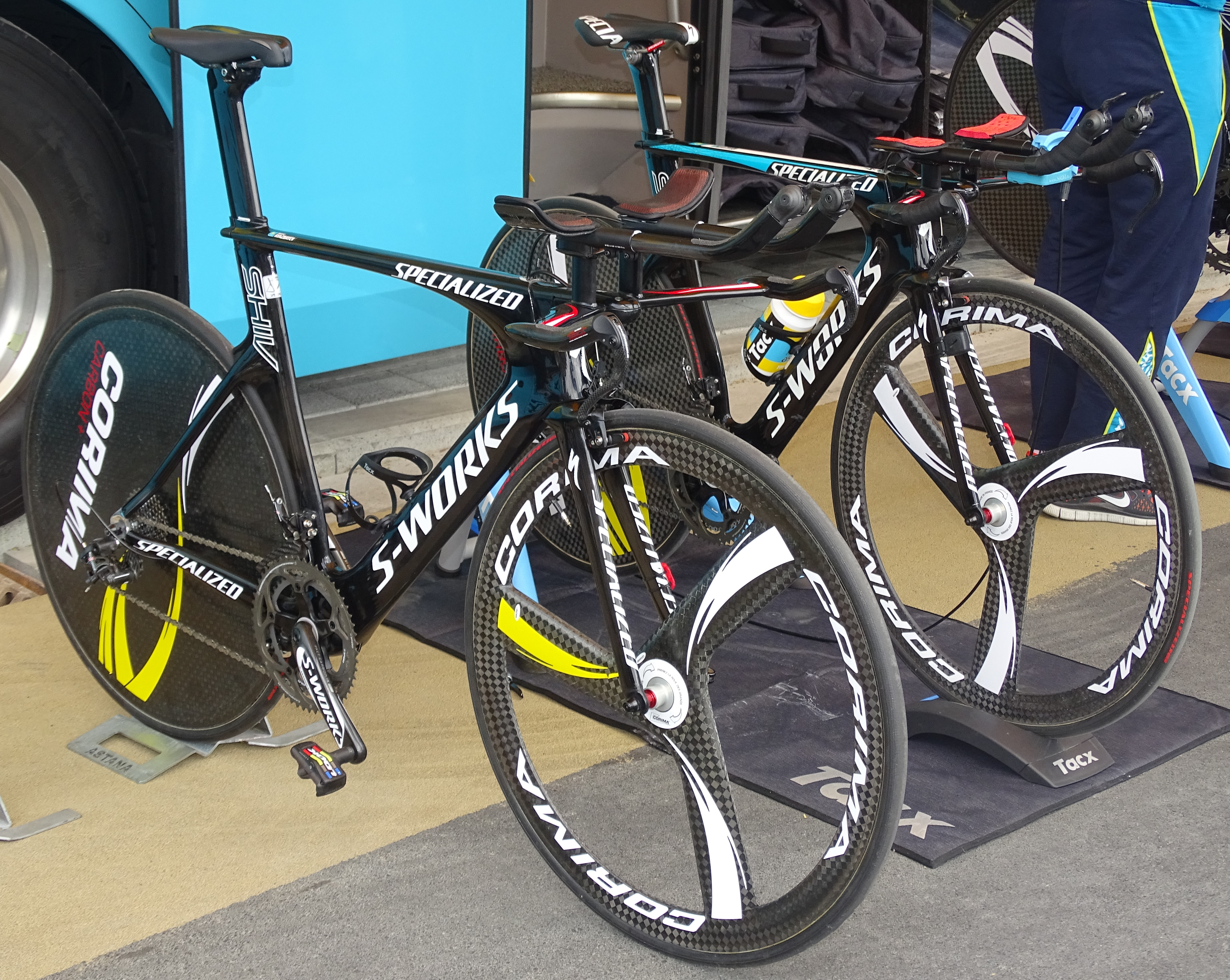
دراجات سباق الزمن التي استخدمها في عام 2015

المعدات المستخدمة متخصصة للغاية، ويمكن لمصنعي المكونات إنفاق مبالغ هائلة من الوقت والمال على اختبار نفق الهواء لضمان أن منتجهم أسرع من المنتجات المنافسة. غالبًا ما يتم استخدام عجلات ذات أقسام عميقة أو أقراص صلبة لتقليل الاضطراب حول الاسلاك في العجلة، ولكن يمكن أن تؤثر هذه العجلات على المناولة في ظروف الهواء. في المملكة المتحدة، يجب أن تحتوي العجلة الأمامية على مساحة مفتوحة 45٪ على الأقل عند النظر إليها من الجانب لأسباب تتعلق بالسلامة. لا تزال فعاليات UCI تسمح باستخدام عجلات القرص للأمام، لكنها غير عادية للغاية. تم تعديل العديد من المكونات من أجل الكفاءة الديناميكية الهوائية، ويقوم المصنعون الآن بتطوير أنظمة أكثر تكاملاً، مثل المكابح المضمنة في الشوكة أو الهيكل حتى لا يزعج تدفق الهواء.
تختلف الملابس أيضًا لسباقات الزمن. البدلات الجلدية المكونة من قطعة واحدة والتي لا ترفرف في الهواء شائعة؛ تساعد أغطية أحذية ليكرا الضيقة على تحسين تدفق الهواء عبر الأبازيم والأشرطة؛ تقوم الخوذات الطويلة المدببة بتوجيه الهواء لأسفل للركاب للخلف (موضع الخوذة فوق ظهر الراكب أمر بالغ الأهمية، ويجب أن تكون قريبة من الجسم قدر الإمكان؛ عالية جدًا وسيتدفق الهواء أسفل الخوذة. غالبًا ما يكون من الصعب تحقيق ذلك لأن الراكب يحرك رأسه بسبب المعاناة التي يتعرض لها خلال سباق صعب).

## أسرع سباق زمن في الطوافات الكبرى
- المرحلة الأسرع (بما في ذلك المقدمات)

ريك فيربروغ، 58.874 كم / ساعة، 7.6كم مقدمة سباق الزمن طواف إيطاليا 2001.
- أسرع مرحلة غير مقدمة (بما في ذلك المراحل الأطول من 20 كم)

روبين بلازا، 56.22 كم / ساعة، 38.9 كم، المرحلة 20، سباق الزمن، طواف إسبانيا 2005 .
- أسرع مرحلة في سباق فرنسا للدراجات

روهان دينيس، 55.446 كم / ساعة، 13.8 كم، المرحلة الأولى، أوترخت، 4 يوليو 2015.
- أسرع مرحلة تمهيدية لسباق فرنسا للدراجات

كريس بوردمان 55.152 كم / ساعة ليل - أوراليل (7.2 كم) 1994
كريس بوردمان 54.193 كم / ساعة دبلن (5.6 كم) 1998
فابيان كانسيلارا 53.660 كم / ساعة لوندر (7.9 كم) 2007
- أسرع سباق زمن طواف فرنسا أطول من 20 كم

جريج ليموند 54.545 كم / ساعة فرساي - باريس (24.5 كم) 1989
 ديفيد ميلار 54.361 كم / ساعة بورنيك - نانت (49 كم) 2003
- أسرع مرحلة غير تمهيدية طواف إيطاليا

أليكس زول 53.771 كم / س، 40.0 كم المرحلة 15 سباق الزمن، 1998.